# I Am...
I Am... är ett musikalbum av den amerikanska rapparen Nas, som släpptes 1999 som hans tredje album. I Am... var det första albumet som från musikbranschen läckte ut som MP3 i större omfattning.

## Låtlista
1. Intro (2.51)
2. N.Y. State Of Mind, pt. II (3.36)
3. You Can Hate Me Now (ft. Puff Daddy) (4.45)
4. Small World (4.45)
5. Favor For A Favor (ft. Scarface) (4.07)
6. We Will Survive (5.00)
7. Ghetto Prisoners (3.59)
8. You Won't See Me Tonight (ft. Aaliyah) (4.22)
9. I Want To Talk To You (4.36)
10. Dr. Knockboots (2.25)
11. Life Is What You Make It (ft. DMX) (4.04)
12. Big Things (3.39)
13. Nas Is Like (3.56)
14. K-I-S-S-I-N-G (4.15)
15. Money Is My Bitch (4.02)
16. Undying Love (4.26)